# Лі Хак Сон
Лі Хак Сон (кор. 리학선; нар. 12 серпня 1969) — північнокорейський борець вільного стилю, срібний призер чемпіонату світу, дворазовий переможець, срібний та бронзовий призер чемпіонатів Азії, чемпіон Олімпійських ігор.

## Виступи на Олімпіадах
| Змагання                    | Збірна | Вагова категорія | Місце  |
| --------------------------- | ------ | ---------------- | ------ |
| Літні Олімпійські ігри 1992 | КНДР   | 52 кг            | Золото |

На літніх Олімпійських іграх 1992 року в Барселоні виграв золоту медаль, подолавши у фіналі у принциповому поєдинку чемпіона світу Ларрі Лі «Зека» Джонса (англ. Larry Lee "Zeke" Jones) зі Сполучених Штатів Америки.

## Виступи на Чемпіонатах світу
| Змагання                        | Збірна         | Вагова категорія | Місце  |
| ------------------------------- | -------------- | ---------------- | ------ |
| Чемпіонат світу з боротьби 1989 | Північна Корея | 48 кг            | Срібло |

На чемпіонаті світу 1989 року в Мартіньї (Швейцарія) посів друге місце. У фіналі, у надпринциповій сутичці поступився Кім Чон Сину з Південної Кореї.

## Виступи на Чемпіонатах Азії
| Змагання                       | Збірна         | Вагова категорія | Місце  |
| ------------------------------ | -------------- | ---------------- | ------ |
| Чемпіонат Азії з боротьби 1988 | Північна Корея | 48 кг            | Золото |
| Чемпіонат Азії з боротьби 1991 | Північна Корея | 48 кг            | Бронза |
| Чемпіонат Азії з боротьби 1992 | Північна Корея | 52 кг            | Золото |
| Чемпіонат Азії з боротьби 1993 | Північна Корея | 52 кг            | Срібло |

На чемпіонаті Азії 1988 року в Ісламабаді (Іран) став чемпіоном. У фіналі, у надпринциповій сутичці переміг Кім Чон Сина з Південної Кореї.
Через три роки в Нью-Делі (Індія) став лише третім.
У 1992 в Тегерані став дворазовим чемпіоном Азії. У фіналі переміг господаря чемпіонату Маджида Торкана.
Через рік в Улан-Баторі став срібним призером, поступившись господарю чемпіонату Лувсану–Ішийну Сергееэнбаатару.